# 미타도리

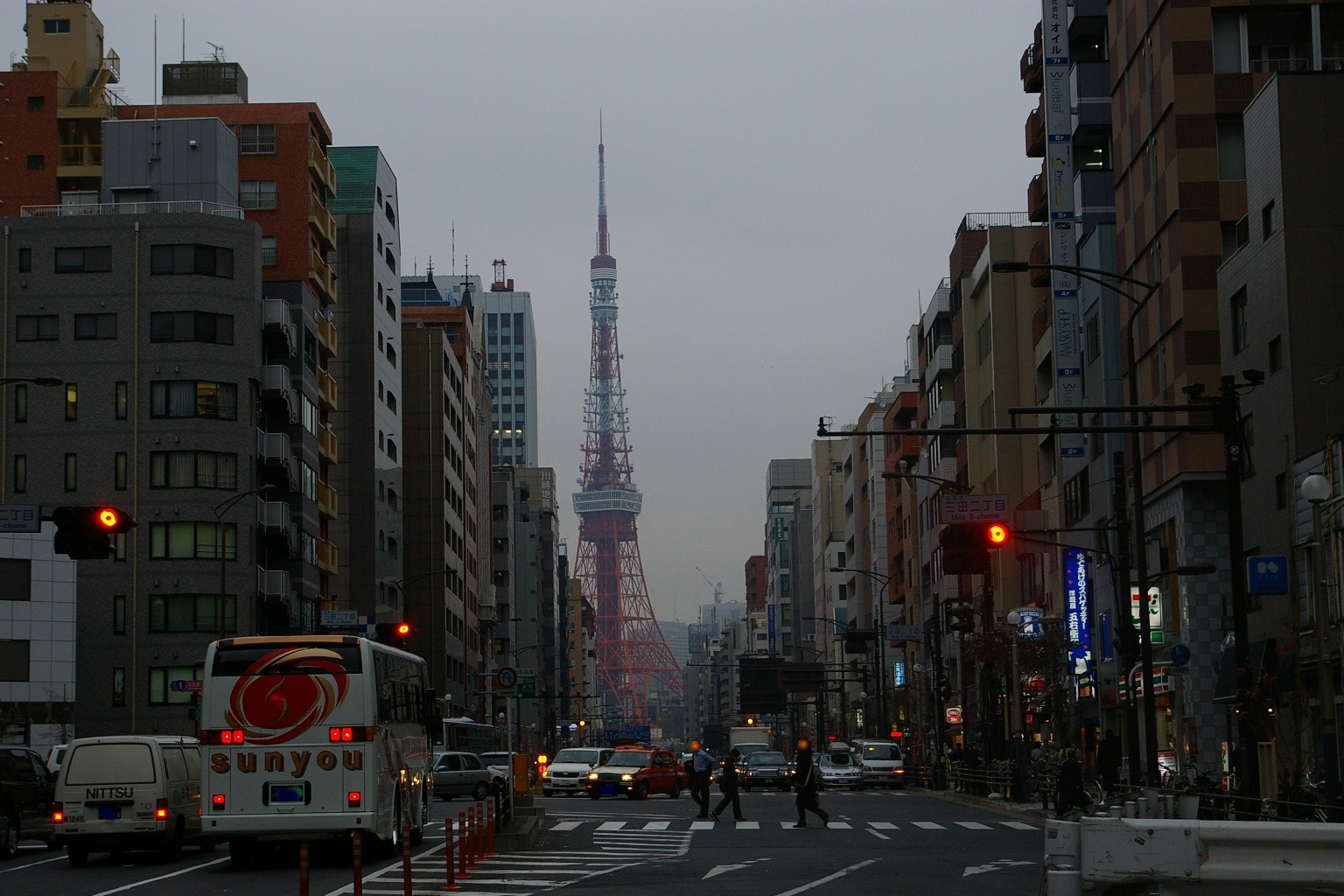
미타도리

미타도리(일본어: 三田通り)는 일본 도쿄도 미나토구에 있는 길거리이다. 쇼핑몰이 즐비해 있으며, 도쿄 타워가 한눈에 들어온다.